# Meyer Guggenheim
Meyer Guggenheim (1 de febrero de 1828 – 15 de marzo de 1905) fue el patriarca de lo que se conocería como la familia Guggenheim. Nació en Lengnau, Cantón de Argovia, Suiza, de origen judeoalemán, emigrando a Estados Unidos en 1847. Sus primeros negocios fueron relacionados con la importación, pero se labró su fortuna en la minería y metalurgia.
Meyer Guggenheim y su familia desempeñaron un papel decisivo en la transformación de las industrias minera y de fundición de Estados Unidos. A través de inversiones estratégicas, tecnologías innovadoras y extensas operaciones, tuvieron un impacto significativo tanto en la economía como en la sociedad durante un periodo transformador de la historia estadounidense. Su legado sigue influyendo hoy en diversos sectores, desde la industria hasta la filantropía.
Entre los diez hijos se encuentra a Benjamin Guggenheim, conocido por ser uno de los muchos millonarios que fallecieron en el desastre del RMS Titanic, cuya fama, prestigio y lujo le llevó a ser el barco más conocido de la Historia. Durante el hundimiento viajó en primera clase con su mayordomo, también fallecido.

## Carrera
Meyer Guggenheim emigró a los Estados Unidos en 1847. Comenzó a trabajar en Filadelfia como vendedor ambulante de cintas, encajes y varios otros objetos, antes de desarrollar la fórmula para una pasta de horno, para lo cual construyó una fábrica. Los cuatro mayores de sus hijos pasaron su adolescencia aprendiendo a hacer bordados y encajes: envió a su hijo Daniel (seguido de sus hijos menores Murry y Salomon) a Suiza para aprender encajes en alemán y francés. Mientras tanto, Isaac fue enviado a Nueva York para instalar una oficina allí.
En 1881 se fundó la firma de los hijos de Guggenheim. Meyer les dio el negocio sin involucrarse personalmente. Se contentó con monitorearlos y asesorarlos.
En un esfuerzo por diversificarse, compró 2.000 acciones de Hannibal & St. Joseph Railroad, Misuri, a 42 dólares la acción, en un momento en que la empresa se encontraba en una situación desesperada. Vendió sus acciones a Jay Gould por la suma de $ 400 000 habiendo invertido inicialmente $ 84 000.
En 1881 hizo su primer viaje a Colorado y se involucró en dos minas inundadas. Después de gastar grandes sumas en secarlas, comenzó a extraer plata tan pura que podía golpearse sin pasar por una fundición.
Luego invierte en fundiciones, con el fin de controlar el mercado, desde la extracción hasta la fundición y la venta. Philadelphia Smelting & Refining Company comenzó a producir en 1889. Su capital era entonces de $ 1 500 000 y era propiedad total de Guggenheim. Luego invirtió en minas mexicanas y, para frustrar las leyes proteccionistas aprobadas por el Congreso, construyó plantas de procesamiento en Monterrey, México. Así, la Gran Compañía Nacional de Fundición Mexicana fue fundada en 1890 por Dan y Murry, sus dos hijos. Luego invirtieron en minas de cobre.
Meyer envió a sus hijos Benjamin y William respectivamente a la escuela de minas de Columbia y la Universidad de Pensilvania para estudiar metalurgia. En 1894, en Perth Amboy (Nueva Jersey), se construyó una refinería y comenzó a procesar los minerales fundidos en las fábricas de Guggenheim, permitiendo a la familia controlar el ciclo completo, desde la mina hasta el metal terminado, que es plata, cobre o plomo.
Él murió el 15 de marzo de 1905 en Palm Beach por enfermedad, cinco años después de su esposa. Su cuerpo está enterrado en el cementerio de Salem Fields en Brooklyn.
En última instancia, hizo su fortuna (una de las más grandes del siglo XIX) a través de empresas comerciales en la minería y la fundición, principalmente en los Estados Unidos. 
Después de invertir en minas de plata en el distrito minero de Leadville de Colorado, que se expandió en la fundición del mineral en Colorado. Construyó varias fundiciones en los Estados Unidos y en el norte de México. A medida que sus hijos crecieron, asumieron roles de liderazgo en el negocio familiar de minería y fundición.

## Familia
Guggenheim conoció a Barbara Myers (1834-1900), una compañera inmigrante en el barco a los Estados Unidos, y se casó con ella cuatro años después, alrededor de 1852. Tuvo diez hijos con su esposa Barbara, cinco de los cuales continuaron con el negocio familiar:
- Isaac (1854-1922), quien se casó con Carrie Sonneborn en 1876.[5]
- Daniel (1856-1930), cabeza de la familia después de fallecer su padre. Fue el más involucrado de sus hijos en el desarrollo y adquisión de diversos negocios del ámbito de la minería.[6]
- Murry (1858-1939), originalmente dedicado al negocio de importación de telas y brocados. A partir de 1881 se dedicó a la minería y la metalurgia.[7]
- Solomon Robert (1861-1949), un mecenas del arte moderno a través de su fundación y donaciones al Museum of Modern Art.[8]
- Jeanette Guggenheim (1863–1889), se casó con Albert Gerstle y murió al dar a luz.[9]
- Benjamin Guggenheim (1865-1912),[10] que murió en el desastre del Titanic. Se casó con Florette Seligman.
- (John) Simon (1867-1941), senador de Colorado durante un período.[11]
- William Guggenheim (1868-1941).[12]
- Rose Guggenheim (1871-1945),[13] que se casó tres veces; primero a Albert Loeb (director de la Bolsa de Valores de Nueva York ), segundo a Samuel M. Goldsmith en 1908 y tercero a Charles E. Quicke.[14]
- Cora Gwendalyn Guggenheim (1873–1956), que se casó con Louis Frank Rothschild, fundador de LF Rothschild.[15]

Después de la muerte de su esposa en 1900, Guggenheim y sus hijos proporcionaron $200 000 al Hospital Mount Sinai para la construcción de un hospital en su honor.  Guggenheim murió el 15 de marzo de 1905 en Palm Beach, Florida.  Fue enterrado en el Cementerio de Salem Fields en Brooklyn, Nueva York.

### Descendientes
A través de su hijo Benjamin, Guggenheim fue abuelo de una coleccionista de arte y miembro de la alta sociedad Peggy Guggenheim.